# Sphenomorphus annectens
Sphenomorphus annectens — вид сцинкоподібних ящірок родини сцинкових (Scincidae). Ендемік Папуа Нової Гвінеї.

## Поширення і екологія
Sphenomorphus annectens відомі з типової місцевості, розташованої в горах Бартолом'ю в Центральній провінції, на висоті 1150 м над рівнем моря. Вони живуть у вологих гірських тропічних лісах.